# Ib Windfeld-Hansen
Ib Windfeld-Hansen, född 27 april 1845 i Nørre Farup vid Ribe, död 30 april 1926 i Köpenhamn, var en dansk elektroingenjör.
Windfeld-Hansen blev student i Ribe, avlade samma år examen philosophicum och blev polyteknisk kandidat i ingenjörsämnena 1871. Hans första ingenjörsarbete var ett sommardike i Farup, och efter att ha deltagit i hamnarbeten i Esbjerg var han 1872 verksam i Stege med projektering av ett segelled till Koster och var närvarande där under stormfloden i november. Efter denna reste han tillsammans med dåvarande hamnbyggmästaren Christian Krarup Øllgaard till de av stormfloden härjade områdena för att värdera skadorna. Åren 1874–1876 var han verksam på Bornholm, där han projekterade upprustning av hamnarna, varefter han som konsult för det isländska ministeriet besiktigade broar och hamnar på Island. 
År 1877 antogs Windfeld-Hansen av borgmästare Edvard Diderik Ehlers som assistent till gasverksföreståndaren Georg Howitz vid byggandet av Östra gasverket i Köpenhamn. Han anställdes 1879 som teknisk fullmäktig, en befattning som innebar att skulle förestå samtliga på ett gasverk förekommande ingenjörsarbeten. Han hade även en betydande andel i utbyggnaden av Västra gasverket, och han byggde gaspumpstationen på Christianshavn. Han var även uppmärksam på utvecklandet av elektricitetens användande och företog utrikes studieresor för att studera detta ämne. År 1885 hade Berlin fått en elektrisk huvudstation, 1888 följde Hamburg efter och 1889 föreslog han att även Köpenhamn skulle införa elektrisk belysning. På grundval av hans undersökningar och beräkningar hemställde magistraten 1889 till borgarrepresentationen att det i innerstaden inrättades en elektrisk huvudstation för leverans av likström för 10 000 glödlampor. 
År 1891 blev dåvarande kontorschefen i magistraten A. Therkelsen den förste innehavaren av det nyinrättade ämbetet som direktör för Köpenhamns belysningsväsende, men efter Therkelsens död 1896 blev Windfeld-Hansen hans efterträdare. Han hade sedan 1892 varit driftföreståndare vid elektricitetsverket i Gothersgade. Han organiserade installatörsväsendet och anordnade verkets tariffer så att näringslivet kunde använda den nya kraftkällan. Elpriset sänktes och det infördes en särskilt pris för ström till motorer. Redan 1894 började man att planera ett elektricitetsverk på Vesterbro; i början av 1896 presenterades ett förslag och två år senare togs verket i bruk. Åren 1898–1902 byggdes Östra elektricitetsverket och spårvägarna elektrifierades. År 1904 byggdes Gothersgades annex och samtidigt avslutades övergången från 2 x 110 volt till 2 x 220 volt driftspänning. År 1907 påbörjade man förse stadens yttre distrikt med högspänd växelström, och 1908 infördes ångturbindrift på Östra elektricitetsverket. Åren 1916–1920 genomfördes H.C. Ørsted-verkets första sektion, och samarbetet med Nordsjællands högspänningsnät och därigenom med Sydsvenska Kraftaktiebolagets kraftverk vid Lagan vidareutvecklades.
Utvecklingen krävde nyanläggningar även vad gäller gasverken, särskilt behövde Östra gasverket utbyggas. Vid inkorporeringen av Sundby 1902 övertogs Sundby gasverk, och 1908 togs det nya Valby gasverk, byggt under Windfeld-Hansens ledning, i drift. År 1913 togs den nya administrationsbyggnaden i Vognmagergade i bruk. År 1915 blev Windfeld-Hansen medlem av Dansk kulbureau, som bistod vid landets kolförsörjning, och 1916–1917 var han ledare för Kommunernes kulbureau. Han lämnade befattningen som belysningsdirektör den 1 april 1920. 
Windfeld-Hansen var även 1896–1909 docent i elektroteknik vid Polyteknisk læreanstalt, den förste läraren i detta ämne. Från 1896 var han medlem av telefonselskabets styrelse. Han fick stor betydelse för utvecklandet av Niels Ryberg Finsens metod för behandling av lupus efter att Finsen i november 1895 hade presenterats för honom av underföreståndare Carl Hentzen. Windfeld-Hansen hjälpte Finsen på många sätt, och det var han som gick till Gustav Adolph Hagemann och fick hans och Vilhelm Jørgensens stöd. Windfeld-Hansen var medlem av det beredande utskottet och av den första överstyrelsen för Finseninstitutet. År 1916 blev han ordförande för institutets styrelseutskott. Åren 1903–1908 var han ordförande för Elektroteknisk forening. Han var föreningens första ordförande och blev 1922 dess hedersmedlem. År 1908 blev han vicepresident i och 1916 Hagemanns efterträdare som president för Dansk elektroteknisk komité. Åren 1910–1913 var Windfeld-Hansen ordförande för Dansk Ingeniørforening.

## Utmärkelser
- Dannebrogsmännens hederstecken,  1911[3]
- Kommendör av Dannebrogorden,  1920[3]

[Redigera Wikidata]